# Kutkäldu
Kutkäldu är en källa belägen i skogen i Tingstäde socken på norra Gotland. Den sköts av Tingstäde hembygdsförening. Varje vår anordnas en kolmila vid källan och i anslutning till detta en naturvandring längs leden mellan Kutkäldu och Polhemsgården.